# Hanna Andersson (rösträttsaktivist)
Hanna Andersson, född 6 februari 1879 i Piteå landsförsamling, Norrbottens län, död 21 april 1969 i Sankt Matteus församling, Stockholms län, var en svensk småskollärare och rösträttsaktivist. Hon var verksam i kampanjen för införandet av kvinnlig rösträtt i Sverige, och ordförande för Föreningen för kvinnans politiska rösträtt i Boden 1912–1919.

## Biografi
Andersson, född och uppvuxen i Öjebyn, Piteå landsförsamling, var dotter till den kände folkskolläraren Israel Andersson. Efter att ha avlagt sin småskollärarexamen 1896 arbetade hon i 14 år i Törefors innan hon 1913 tog tjänst i Boden där hon även var ordförande för den lokala föreningen för kvinnans politiska rösträtt och vikarierade som organist i Överluleå kyrka.